# Маркин, Владимир Дмитриевич
Владимир Дмитриевич Маркин — советский хозяйственный и политический деятель.

## Биография
Родился в 1919 году. Член КПСС с 1947 года.
Окончил Харьковский авиационный институт.
В 1948 - секретарь Харьковского обкома ЛКСМ Украины.
В 1957—1961 гг. — первый секретарь Коминтерновского райкома КП Украины города Харькова.
В 1961—1975 гг. — председатель Харьковского областного Совета профсоюзов.
С 1979 г. — персональный пенсионер союзного значения.
Делегат XXII, XXIII и XXIV съездов КПСС.
Жил в Харькове.

## Награды
- Орден Трудового Красного Знамени (09.08.1958, 1966, 25.08.1971[2])